# Jonny Hielscher
Jonny Hielscher (* 1983 in Erlabrunn) ist ein deutscher Gymnasiallehrer und Regionalhistoriker.

## Leben und Wirken
Hielscher wuchs in Schwarzenberg auf, wo er  am Bertolt-Brecht-Gymnasium das Abitur ablegte. Nach einem Lehramtsstudium an der Martin-Luther-Universität Halle-Wittenberg und dem anschließenden Referendariat kehrte er in das Erzgebirge zurück und war zunächst als Lehrer an der privaten Evangelischen Schulgemeinschaft Erzgebirge in Annaberg-Buchholz  tätig. 2021 wechselte er an das staatliche Bertolt-Brecht-Gymnasium in Schwarzenberg, wo er als Studienrat die Fächer Englisch und Gemeinschaftskunde/Rechtserziehung/Wirtschaft unterrichtet. Er betreut die Redaktion der dortigen Schülerzeitung.
Hielscher betätigt sich als Regionalhistoriker und Genealoge. Ein Schwerpunkt seiner Arbeiten liegt auf dem Westerzgebirge, wo er zur Orts-, Schul- und Kirchengeschichte forscht und quellenkritisch-fundiert publiziert. Er verfasste teils voluminöse Chroniken der Kirchgemeinden Raschau (2012), Breitenbrunn (2016)  und Rittersgrün (2018). Seit seinem Wechsel an das Bertolt-Brecht-Gymnasium befasst er sich vermehrt mit dem Schwarzenberger Schulwesen, was bisher zu Bänden über den Schuldirektor und Heimatforscher Walter Fröbe (2022) und zu einer Überblicksdarstellung zur Schwarzenberger Schulgeschichte bis 1835 geführt hat. Daneben publiziert er regelmäßig Aufsätze in Periodika wie dem Amtsblatt der Gemeinde Breitenbrunn oder den Erzgebirgischen Heimatblättern.
Für sein Buch Allerheiligenkirche Raschau. 800 Jahre Kirchengeschichte wurde ihm 2013 beim Sächsischen Landespreis für Heimatforschung der Förderpreis verliehen.

## Schriften
- Rittersgrün. Von den Anfängen der Besiedlung bis zum Niedergang der Hammerwerke. Berlin 2009, ISBN 978-3-86931-218-7.
- Allerheiligenkirche Raschau. 800 Jahre Kirchengeschichte. Berlin 2009, ISBN 978-3-8442-1647-9.
- Zehn Jahre Landhotel Rittersgrün. Ein historischer Streifzug. Rittersgrün 2013, DNB 1046033328.
- (mit Heiko Fiedler) Kirchfahrt Breitenbrunn. Von der Kapelle St. Peter zur St. Christophoruskirche. Breitenbrunn 2016, ISBN 978-3-7418-6876-4.
- Rittersgrüner Kirchenchronik. Ein Bergdorf und seine Pfarrer. Breitenbrunn 2018, ISBN 978-3-7467-8421-2
- Kirche Rittersgrün. Kunsthistorischer Rundgang. Breitenbrunn 2019, DNB 1201826160.
- Walter Fröbe. Ein Leben für Schwarzenberg (= Schriften des Vereins der Förderer des Bertolt-Brecht-Gymnasiums Schwarzenberg, Band 1). Schwarzenberg 2022, ISSN 2752-0846.
- Schwarzenberger Schulgeschichte. Von den Anfängen bis zum Schulgesetz 1835 (= Schriften des Vereins der Förderer des Bertolt-Brecht-Gymnasiums Schwarzenberg, Band 2). Schwarzenberg 2023, ISSN 2752-0846.
- Arnoldshammer. 500 Jahre Industriegeschichte. Breitenbrunn 2024, DNB 133448418X.
- Schwarzenberger Häuserbuch. Altstadt (= Schriften des Vereins der Förderer des Bertolt-Brecht-Gymnasiums Schwarzenberg, Band 3). Schwarzenberg 2024, ISSN 2752-0846.